# Raionul Șepetivka, Hmelnîțkîi
Șepetivka (în ucraineană Шепетівський район, transliterat: Șepetivskîi raion) este un raion în regiunea Hmelnîțkîi, Ucraina. Are reședința la Șepetivka.
Are o suprafață de 5.346,7 km². Populația este de 286.500 locuitori, determinată în 2020.